# Calceolaria nivalis
Calceolaria nivalis är en toffelblomsväxtart. Calceolaria nivalis ingår i släktet toffelblommor, och familjen toffelblomsväxter.

## Underarter
Arten delas in i följande underarter:
- C. n. cerasifolia
- C. n. nivalis